# Canal Català TV

Cobertura TDT de Canal Català TV.

Canal Català TV fue un canal de televisión abierta español de cobertura local que emitía en Cataluña. Pertenece a la empresa Smile Advertising. Tras su cierre en todas las frecuencias propias se pasó a emitir la cadena de TV: El Punt Avui TV de la cual es propietaria el diario El Punt Avui.

## Historia
Canal Català TV nace el 11 de septiembre del 2005, Diada de Cataluña, impulsado por Ferran Cera, que propone a 13 televisiones de diferentes demarcaciones, locales privadas e independientes de Cataluña unirse bajo un mismo nombre para producir conjuntamente, rebajar costes, ampliar la zona de cobertura y mejorar la calidad de la programación de las televisiones para dar el paso a la TDT. 
Ese día nació como tal Canal Català TV, de la unión de las cadenas Canal 50 Barcelona (actual Canal Català Barcelona), Canal 50 Vallès (actual Canal Català Vallès), Canal 50 Rubí (llamado también Canal 10, actualmente sin licencia TDT, ha dejado de emitir y reemite la señal Canal Català Vallès Occidental), TV Sant Cugat (actualmente independiente), Maresme TV (actual Canal Català Maresme), Banyoles TV (actual Canal Català Girona Pla), Canal 4 Berga (actual Canal Català Berga), Canal 21 (actualmente independiente), ETV Llobregat (actualmente independiente), Masquefa TV (actual Canal Català Anoia), Més TV (actual Canal Català Tarragona), TLB (actual Canal Català Central), TV Caldes (actual Canal Català Vallès Oriental), Costa Brava TV (actualmente independiente), TV Osona (actual Canal Català Osona) y TV Lloret (actual Canal Català La Selva).
Con el reparto de las licencias, por parte del Consejo del Audiovisual de Cataluña (CAC), se confirma la implantación de este grupo de televisiones, además de lograr licencias en las demarcaciones de Garraf y Lérida.
Poco después se escinden varias televisiones como Costa Brava TV y ETV Llobregat, que junto com varias televisiones locales más crean el grupo Televisions Digitals Independents de Proximitat (TDI) y TV Sant Cugat que actualmente emite de manera independiente.
El 24 de febrero de 2014, Canal Català TV cierra totalmente. En las frecuencias de TDT de Cataluña donde emitía a fecha 24 de febrero de 2014 pasa a emitir El Punt Avui TV.
Al cierre en febrero de 2014 parte de su programación migró a la cadena de televisión 8tv entre otros programas Queremos opinar... Al cerrar 8tv en octubre de 2023 parte de la programación de 8tv migró a Canal 4 como el programa Queremos opinar...

## Programación
La programación de Canal Català TV era mayoritariamente en catalán. Se componía de programas deportivos, como La Ronda y Pericos online, programas de debate e información como Catalunya Opina (Carlos Fuentes), series como Siete Vidas, Escenas de Matrimonio, programas de zapeo y concursos llamados Call TV y programas económicos como Business Canal Català.

## Frecuencias
En todas las frecuencias de TDT donde emitía Canal Català TV, El Punt Avui TV y Teve.cat, actualmente emite Canal 4 (Cataluña). (Solo las que eran de su propiedad y no incluye canales de TV o radio asociadas)